# Texas v. Johnson
L'arrêt Texas v. Johnson (491 U.S. 397) est un arrêt rendu en 1989 par la Cour suprême des États-Unis. Il déclare que les lois condamnant la profanation du drapeau, alors en vigueur dans quarante-huit États, sont incompatibles avec le premier amendement et à la Constitution fédérale qui interdit au Congrès de limiter la liberté d'expression. L'arrêt a été rendu à cinq voix contre quatre.